# 東西チャンピオンカップ
東西チャンピオンカップ（とうざいチャンピオンカップ）は、かつて開催されていたオートレースのSG競走の1つである。

## 歴史
それまで特別競走はおろか記念競走すらほとんどなかった夏場の目玉レースとして、毎年7月末に行われた。
6つのオートレース場のうち、伊勢崎･船橋･川口を東日本、浜松･山陽･飯塚を西日本に区分けし、準決勝は東日本所属、西日本所属にメンバーを完全に分けて2レースずつ行い、優勝戦には必ず東と西それぞれ4名ずつが勝ち上がるというものであった。
また、それぞれの地区の獲得ポイントによって優勝選手とは別にその年どちらの地区が強いかを競い合うという開催でもあり、かつて存在したGI全国地区対抗戦に類似する部分が多い。当時はスーパースター王座決定戦以外では唯一の12レース制の開催でもあった。
2001年に行われた競走制度改革に伴い、わずか4回で廃止された。船橋･川口で唯一開催されなかったSG競走でもある。

## 過去の優勝者
| 回 | 開催日                    | 開催場               | 優勝者    | 年齢（当時） | 競走タイム | 競走車呼名   |
| -- | ------------------------- | -------------------- | --------- | ------------ | ---------- | ------------ |
| 1  | 1997年（平成9年）7月16日  | 浜松オートレース場   | 片平巧    | 32           | 3.387      | キブロワイト |
| 2  | 1998年（平成10年）7月29日 | 飯塚オートレース場   | 高橋貢    | 27           | 3.386      | ウルフ       |
| 3  | 1999年（平成11年）7月28日 | 山陽オートレース場   | 須賀学    | 36           | 3.388      | プルトニウム |
| 4  | 2000年（平成12年）7月30日 | 伊勢崎オートレース場 | 高橋貢(2) | 29           | 3.378      | ラウンダー   |

## エピソード
- 第1回大会は初日から大雨にたたられ、2日目に至っては、「浜松競艇」と揶揄されるほどの悪コンディションで行われた。同じく2日目、片平巧が出走したレースにおいて、「8車8枠」制となった現在では既に廃止されている、友引制度により、4選手が競走除外（4車立て）となるハプニングがあり、このレースで、雨走路が苦手な片平は3着に入った。このツキを生かした片平は、快晴の下で行われた優勝戦で快勝し、初代優勝者となった。